# 沃德群島
沃德群島（英語：Ward Islands），是南極洲的群島，位於阿德萊德島西南面，處於阿米奧特群島南部，由英國南極名稱諮詢委員會命名，現時由南極條約體系管理。